# Agnese Caica
Agnese Caica (geb. Feldmane, * 1. April 1988 in Babīte) ist eine ehemalige lettische Volleyball- und Beachvolleyballspielerin. Sie wurde lettische Meisterin im Hallenvolleyball sowie zweifache Pokalsiegerin ihres Heimatlandes.

## Karriere

### Karriere Halle
2012 nahm Feldmane mit Lettland an der Qualifikation für die EM der Frauen teil, die im folgenden Jahr stattfand. In der folgenden Saison war Agnese Caica, wie sie inzwischen hieß, im Nachbarstaat Estland aktiv und stand mit Tartu Ülikool/Eeden im Pokalfinale der Republik. Nach einem weiteren Quali-Einsatz für ihr Heimatland 2015, der wie der erste nicht von Erfolg gekrönt wurde, kehrte die Außenangreiferin wieder nach Lettland zurück. Mit SK Babīte wurde sie 2017 Vizemeisterin und Pokalsiegerin. Eine Spielzeit später gelang dem Club aus ihrem Heimatort das Double aus Meisterschaft und Pokal. In ihrer letzten aktiven Spielzeit erreichte Agnese Caica mit ihrem Team noch einmal das Halbfinale im Pokal und wurde Sechste in der höchsten Spielklasse des nordosteuropäischen Staates.

### Karriere Beach
Mit Arta Stelpe gelangte die in Babīte geborene Sportlerin 2010 bei ihrer ersten lettischen Meisterschaft im Sand ins Halbfinale. Vier Jahre später gewann sie mit Anastasija Kravčenoka als Dritte ihre erste Medaille bei den nationalen Wettbewerben. Dieses Ergebnis konnten die beiden 2016 wiederholen. In der Saison zuvor war Caica mit Alise Purviņa als Vierte ein weiteres Mal auf dem Weg ins Endspiel gescheitert. Ein drittes Mal auf der untersten Stufe des Stockerls stand Agnese Caica 2017 mit Ilze Liepiņlauska, mit der sie auch an der EM im gleichen Spieljahr teilnahm. Nach einem einzigen Satzgewinn kam für die beiden Lettinnen das Aus schon in der Vorrunde. 2018 stand die aus Babīte stammende Athletin zum ersten Mal im Finale der lettischen Beachmeisterschaft und gewann mit ihrer neuen Partnerin Marta Ozoliņa ein weiteres nationales Turnier in ihrem Heimatland. Nach dem Erreichen der Runde der besten acht Teams beim Zwei-Sterne-Event in Agadir sowie der Teilnahme an den Qualifikationen für die Fünf-Sterne-Veranstaltung in Wien sowie das Vier-Sterne-Turnier in Moskau verabschiedete sich Agnese Caica vom internationalen Hochleistungssport.

## Privates
Am 13. April 2013 heiratete Feldmane Artis Caics und heißt seitdem Agnese Caica.